# Janos
Janos település Mexikó Chihuahua államának északnyugati részén, az azonos nevű község központja. Lakossága 2010-ben 2738 fő volt. Nevét a már eltűnt hanó (spanyol írásmóddal: jano, többes számban janos) indián törzsről kapta.

## Fekvése
Janos Mexikó északi határához közel, Chihuahua állam északnyugati részén fekszik, Janos község keleti részén. Környéke egy, a tenger szintje felett körülbelül 1360 méterrel elterülő fennsík, de tőle délre és keletre is több száz méteres relatív magasságú hegyek emelkednek. A település mellett a földek nagy része rét, legelő vagy bozótos terület, de az itt átfolyó San Pedro időszakos patak völgyében jelentős területeket hasznosítanak növénytermesztés céljaira is.
A településen áthalad az ország egyik legjelentősebb útja, a 2-es főút, és innen indul annak leágazásaként a 10-es út is, ami egy másik országos jelentőségű úttal, a 45-össel köti össze.

## Népesség
A település népessége a közelmúltban folyamatosan növekedett:
| Év   | Lakosság |
| ---- | -------- |
| 1990 | 2154     |
| 1995 | 2335     |
| 2000 | 2508     |
| 2005 | 2567     |
| 2010 | 2738     |

## Története
1580-ban Agustín Rodríguez ferences szerzetes és két társa, Francisco López és Juan Santamaría Santa María de Carretas néven missziós központot alapítottak a mai község területén, azonban környékbeli törzsek megtámadták azt és lemészárolták a három alapítót. Amikor ez Lorenzo Suárez de Mendoza alkirály tudomására jutott, 1581-ben Antonio Espejo vezetésével fegyveres csapatokat küldött ide és megtorolta a gyilkosságokat. A mai települést 1640-ben alapították meg Soledad de Janos néven. Egy 1686. október 16-án kelt rendelkezés alapján megépítették a Santiago de Janos katonai erődöt is, első parancsnoka Juan Fernández de la Fuente volt. Innentől kezdve évszázadokon keresztül az egész környéket innen irányították, 1820-ban jött létre az első önkormányzat a cádizi alkotmány értelmében.
1844. augusztus 23-án a sonorai José María Elías González ezredes fegyveresei törtek rá a falu házaira és 15 indián lakost megöltek, többet pedig foglyul ejtettek. Magyarázatul azt közölték, a janosi apacsok korábban megölték Manuel Villa alférezt 28 katonájával együtt, kétszer loptak a Fronteras-erőd lovasságától és egyéb fosztogatásokat is elkövettek.
1851. március 5-én újabb sonorai támadás érte a falut, ezúttal José María Carrasco tört rá a településre és mintegy 50 foglyot ejtett, mivel állítása szerint a helyi indiánok előzőleg megtámadták és legyőzték Ignacio Pesqueira kapitányt. A janosiak a szövetségi kormánytól kértek segítséget, hogy Carrascót megbüntessék, de még mielőtt bárki is intézkedett volna, Carrasco kolerában meghalt.
A mexikói forradalom során 1910 végén Práxedis Guerrero érkezett a településre, hogy megszervezze a helyi felkelést, azonban december végén itt érte a halál. 1912. július 31-én a közelben zajlott le az a csata, ahol Álvaro Obregón, a későbbi elnök életében először vezette a gyalogságot. A csata során Agustín Sanginés mért vereséget a José Inés Salazar által vezetett orozquista lázadókra.

## Turizmus, látnivalók
1640-ból származó temploma műemlék, azonban azóta átépítették. Múzeumai nincsenek. Legjelentősebb rendezvény a falu védőszentjének, Szűz Máriának ünnepe szeptember 15-én, ekkor felvonulást is tartanak.